# Hemigaster fasciata
Hemigaster fasciata là một loài tò vò trong họ Ichneumonidae.